# Бурбонський кодекс

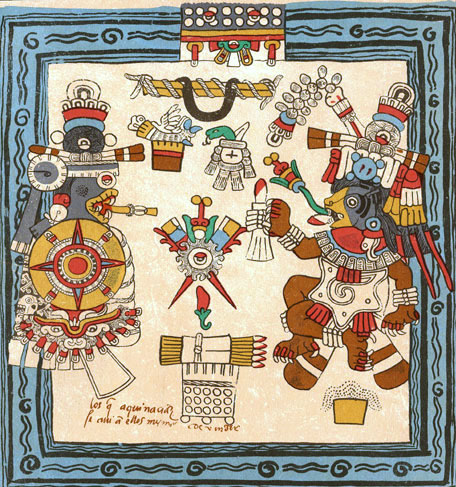
Бурбонський кодекс (уривок)

Бурбонський кодекс (Códice borbónico) — один з ацтекських кодексів-рукописів, створений напередодні іспанського вторгнення або трохи після падіння Теночтітлана у 1521 році. Містить інформацію про календар ацтеків. Отримав свою назву за місцем зберігання — Бурбонського палацу у Парижі.

## Історія
Створено невідомими ацтекськими художниками у XVI ст. На думку дослідників, кодекс активно використовувався жерцями для складання гороскопів і передбачень майбутнього, служив інструкцією з релігії і календарем корінного населення. Згодом додано коментарі іспанською мовою до піктографічних малюнків ацтеків. Невідомо коли саме рукопис перевезено до Іспанії, де він зберігався у королівському палаці Ескоріал. Під час вторгнення Наполеона I до Іспанії у 1808 році кодекс було перевезено до Парижу. У 1826 році куплено до бібліотеки Палати депутатів, що знаходився у Бурбонському палаці. У 1899 році вийшов коментар до кодексу мексиканського вченого Франсиско дель Пасо-і-Тронкосо. У 2004 році запропановано перейменувати на кодекс Чіуакоатля.

## Опис
Являє собою цілісний лист ацтекського папіру (аматля) завдовжки 14,2 м. Спочатку було 40 «сторінок» форматом 30 × 40 см, але перші й останні пари сторінок втрачені. Складається з 3 частин.

## Зміст
Перша частина містить опис священного календаря тональпоуаллі, необхідного для прогнозів. Перші 18 сторінок кодексу пошарпані значно більше, ніж інші. Кожна сторінка цієї частини являє собою одну з 20 тресен (13-денних циклів). Велике зображення показує божество, керуюче циклом, з країв листа зображенні знаки 13 днів тресен.
В друга частині є опис 52-річного циклу, пов'язаного з 9 божествами ночі.
Третя частина розкриває ритуали і церемонії, які слід проводити при завершені 52-річного циклу, розпочавши свято Нового вогню.